# Novara Media
Novara Media (sovint abreujat com a Novara) és un mitjà de comunicació independent, sense ànim de lucre i d'esquerres amb seu al Regne Unit. Va ser fundat el 2011 per James Butler i Aaron Bastani, que s'havien conegut el mateix any durant les protestes contra l'augment de les taxes universitàries del Regne Unit. Va donar suport al lideratge del Partit Laborista de Jeremy Corbyn durant la segona meitat de la dècada del 2010. Des del 2019 Novara Media és un nom comercial de Thousand Hands Ltd, i compta amb oficines a Londres i Leeds.
El setembre de 2017 Novara estava dirigida per un equip central de 15 voluntaris i tenia 200 escriptors col·laboradors remunerats, i va créixer fins a tenir 25 empleats el 2024, com ara Ash Sarkar, Dalia Gebrial, Shon Faye i Rivkah Brown. Michael Walker presenta Novara Live (anteriorment TyskySour), les notícies i les transmissions polítiques en directe de la cadena al seu canal de YouTube. Tots els 25 empleats de l'organització, a partir del 2024, cobren el mateix salari de 19 lliures per hora, un augment d'1 lliura respecte als salaris del 2022. Novara Media no utilitza murs de pagament i es finança amb donacions. El juliol de 2022 va arribar als 10.000 donants mensuals després d'una campanya de recaptació de fons al maig, i als 15.000 el gener de 2024.

## Història
Novara va ser fundat el juny de 2011 per James Butler i Aaron Bastani. Butler va estudiar a la London Oratory School i després al Brasenose College d'Oxford, on es va graduar en filologia anglesa. Bastani va estudiar al University College de Londres. Inicialment, Bastani i Butler van presentar un programa en directe i un pòdcast d'una hora de durada, anomenat Novara FM, a l'emissora de ràdio comunitària Resonance FM com una mena d'«escola nocturna socialista» amb la intenció d'alimentar el moviment social que havia provocat les protestes estudiantils. Van posar el nom de la sèrie en honor a la ciutat italiana de Novara, que apareix a la pel·lícula d'Elio Petri de 1971 La classe obrera va al paradís. L'empresa es va convertir en Novara Media el 2013 amb la incorporació d'altres persones que participaven en l'acció directa del moviment estudiantil. Novara es va diversificar i, a més d'àudio, va començar a produir contingut escrit i audiovisual, establint-se així com a projecte multimèdia.

### El lideratge laborista de Corbyn
En els seus inicis, l'actitud de Novara Media envers el Partit Laborista «oscil·lava entre escèptica, hostil i poc esperançadora». Les afinitats del mitjà de comunicació, però, es van focalitzar en el Partit Laborista a causa de l'interès generat per la candidatura de Jeremy Corbyn el 2015 per a ser el líder del partit. A diferència d'altres polítics del Partit Laborista, Corbyn i els seus aliats, John McDonnell i Diane Abbott, eren vistos pels membres de Novara com a aliats dels moviments polítics extraparlamentaris d'esquerra, en què estava involucrat l'equip de Novara Media. Novara va donar suport al lideratge del Partit Laborista per part de Jeremy Corbyn i va obtenir una entrevista amb ell el juliol de 2015, el dia que es va convertir en el favorit de les cases d'apostes per a guanyar les eleccions primàries. Altres convidats de Novara van ser el president del Partit Laborista, Ian Lavery, la ministra de l'Interior a l'ombra, Diane Abbott, la diputada del Partit Verd, Caroline Lucas, i Chris Williamson. Novara va oferir diverses perspectives al voltant del referèndum sobre la permanència del Regne Unit dins la Unió Europea de 2016, amb Bastani inicialment defensant la sortida del Regne Unit i James Butler argumentant a favor de la permanència. Posteriorment, Novara va acollir múltiples debats sobre temes relacionats amb el Brexit des d'un punt de vista d'esquerres.
Després d'un resultat millor del que s'esperava del Partit Laborista a les eleccions al Parlament del Regne Unit de 2017, Novara Media, com altres mitjans de comunicació independents d'esquerres, va ser objecte d'un creixent interès mediàtic extern. El gener de 2018 Novara Media Ltd va ser dissolta per la Companies House després de no haver presentat una declaració de confirmació de venciment que havia de ser presentada a l'agost de 2017, tot i que va continuar en funcionament.

### Dècada del 2020
Després de la victòria de Keir Starmer a les eleccions pel lideratge del 2020 del Partir Laborista, Novara va tornar a adoptar una visió més crítica amb el partit. El mateix Bastani va marxar del Partit Laborista el febrer de 2021.
Novara Media va experimentar una expansió significativa durant la pandèmia de la COVID-19, amb un augment de subscriptors al seu canal de YouTube de 65.000 el març de 2020 a 170.000 l'octubre de 2021, i de 10 milions visualitzacions al mes abans de la pandèmia a 40 milions a la tardor de 2021. Declan McDowell Naylor, un investigador de la Universitat de Cardiff, va afirmar el 2021 que, de tots els mitjans de comunicació que va examinar i que han estat etiquetades com a alt-left, considerava que Novara Media tenia més possibilitats de sobreviure a llarg termini atès que l'organització intentava trobar un equilibri entre «la professionalització i les tensions que comporta ser un projecte polític».

## Posició editorial
Novara té una posició editorial d'esquerres. Bastani, un dels fundadors de l'organització, ha defensat sovint la idea política d'un «comunisme de luxe totalment automatitzat, una visió política que defensa una transició cap a una societat post-treball on l'abundància és comuna», és a dir, «l'automatització completa de tot i la propietat comunitària d'allò que està automatitzat». Altres col·laboradors, en particular James Butler, van criticar aquesta idea en directe, argumentant que la paraula «luxe» podria portar a malentesos. Ash Sarkar ha definit el comunisme com «el desig de veure desmantellades les estructures coercitives de l'estat, i a sobre és divertit».
Novara discrepa dels «mitjans de comunicació comercials esbiaixats». El seu personal i l'equip editorial creuen que els mitjans de comunicació tradicionals expressen una visió limitada de la política, no estan en contacte amb un segment ampli de la població, no han percebut un canvi en l'estat d'ànim polític del Regne Unit i, a més, tenen una influència corruptora en la democràcia del Regne Unit. En un article de The Guardian del 2017, Nick Robinson, presentador del programa Today de BBC Radio 4, va declarar que Novara Media, juntament amb altres mitjans de comunicació similars, estaven involucrats en una «guerra de guerrilles» contra la BBC i els principals mitjans de comunicació com a part d'una ofensiva contra el que consideraven the establishment. Sarkar va respondre que Robinson havia identificat incorrectament els motius pels quals la gent estava perdent la confiança en els mitjans de comunicació convencionals, afirmant que les «classes polítiques» i els «mitjans de comunicació polítics establerts» havien intentat convèncer el públic de que eren «encara custodis responsables del poder, tot i que després d'una intervenció desastrosa a l'Orient Mitjà i una calamitat financera la gent ja no s'ho empassa».